# Trofeu Joan Escolà
Le Trofeu Joan Escolà est une course cycliste espagnole disputée au mois de mars vers Sabadell, en Catalogne. Créée en 1969, cette épreuve régionale rend hommage à l'ancien coureur cycliste catalan Joan Escolà,. Elle est organisée par l'Unió Ciclista Sabadell. 

## Palmarès
| Année     | Vainqueur                                | Deuxième                                 | Troisième                                |
| --------- | ---------------------------------------- | ---------------------------------------- | ---------------------------------------- |
| 1969      | José Vicente                             |                                          |                                          |
| 1970      | José Tena                                |                                          |                                          |
| 1971      | Jaime Huélamo                            |                                          |                                          |
| 1972      | Francisco Sancho                         |                                          |                                          |
| 1973      | Pedro J. Monteagudo                      |                                          |                                          |
| 1974      | Manuel Muñoz                             |                                          |                                          |
| 1975      | Juan Francisco Bartolomé                 |                                          |                                          |
| 1976      | Lucien Castán                            |                                          |                                          |
| 1977      | Frank Van Impe                           |                                          |                                          |
| 1978-1979 | pas de course                            | pas de course                            | pas de course                            |
| 1980      | Andreu Franch                            |                                          |                                          |
| 1981      | Josep M. Puig                            |                                          |                                          |
| 1982      | Miquel Remola                            |                                          |                                          |
| 1983      | Antonio Terrones                         |                                          |                                          |
| 1984      | Melchor Mauri                            |                                          |                                          |
| 1985      | Josep Solé                               |                                          |                                          |
| 1986      | Juan Carlos González                     |                                          |                                          |
| 1987      | Emilio Pérez                             |                                          |                                          |
| 1988      | Valenti Valls                            |                                          |                                          |
| 1989      | Ramón Rota (ca)                          |                                          |                                          |
| 1990      | Carlos Porras                            |                                          |                                          |
| 1991      | Ángel Edo                                |                                          |                                          |
| 1992      | Ramón Tarragó                            |                                          |                                          |
| 1993      | Fabien Jourdan                           |                                          |                                          |
| 1994      | Ginés Salmerón                           |                                          |                                          |
| 1995      | annulée en raison du manque d'ambulances | annulée en raison du manque d'ambulances | annulée en raison du manque d'ambulances |
| 1996      | Joan Codina                              |                                          |                                          |
| 1997      | Hugues Ané                               |                                          |                                          |
| 1998      | Isaac Gálvez                             |                                          |                                          |
| 1999      | Isaac Gálvez                             |                                          |                                          |
| 2000      | Sergi Escobar                            |                                          |                                          |
| 2001      | José Guillén                             |                                          |                                          |
| 2002      | Hugues Ané                               |                                          |                                          |
| 2003      | Xavier Pérez                             |                                          |                                          |
| 2004      | suspendue en raison du mauvais temps     | suspendue en raison du mauvais temps     | suspendue en raison du mauvais temps     |
| 2005      | Raúl Martínez                            |                                          |                                          |
| 2006      | Jordi Soler                              | Sebastián Franco                         | Eduard Prades                            |
| 2007      | Radolsa Konstantino                      |                                          |                                          |
| 2008      | Mauricio Muller                          | Jordi Fité                               | José Vidal                               |
| 2009      | David Calatayud                          | Rafael Rodríguez                         | Arkimedes Arguelyes                      |
| 2010      | José Belda                               | David Calatayud                          | Sergio Casanova                          |
| 2011      | Valery Kaykov                            | Sergey Shilov                            | Antonio Miguel Parra (en)                |
| 2012      | Kepa Vallejo                             | Arkaitz Durán                            | Jordi Cervantes                          |
| 2013      | Jordi Soler                              | Thomas Miquel                            | Iván Martínez                            |
| 2014      | Jérémy Fabio                             | Sergio Casanova                          | Iván Martínez                            |
| 2015      | Sebastián Mora                           | Rubén Martínez                           | Rubén Montoya                            |
| 2016      | Jos Koop                                 | Robbert-Jan Mol                          | David Santillana                         |
| 2017      | Oriol Escolano                           | Jorge Ferrer                             | Marc Cayuela                             |
| 2018      | Guillem García                           | Sergio Casanova                          | David Gómez Cazorla                      |
| 2019      | Julio Alberto Amores                     | Iván Martínez                            | Nahuel D'Aquila                          |
| 2020      | Jonathan Couanon                         | Jimmy Raibaud                            | Ádám Karl                                |
| 2021      | Raúl Rota                                | Toby Perry                               | David Domínguez                          |
| 2022      | Gleb Syritsa                             | Álvaro Marza                             | Ivan Smirnov                             |
| 2023      | Egor Igoshev                             | David Domínguez                          | James Whelan                             |
| 2024      | Ivan Smirnov                             | Kristians Belohvošciks                   | Tomás Miralles                           |
| 2025      | Francesc Bennassar                       | Joan Martí Bennassar                     | Roger Pareta                             |

### Victoires par pays
| Victoires | Pays      |
| --------- | --------- |
| 39        | Espagne   |
| 5         | France    |
| 4         | Russie    |
| 2         | Andorre   |
| 1         | Belgique  |
| 1         | Argentine |
| 1         | Pays-Bas  |